# نينا (ويسكونسن)
نينا (بالإنجليزية: Neenah (town), Wisconsin)‏ هي بلدة تقع بولاية ويسكونسن في الولايات المتحدة. تبلغ مساحتها 46.2 (كم²)، وترتفع عن سطح البحر 232 م، بلغ عدد سكانها 3237 نسمة في عام 2010 حسب إحصاء مكتب تعداد الولايات المتحدة وتصل الكثافة السكانية فيها 157.1 نسمة/كم2.

## وصلات خارجية
- www.townofneenah.com
- The US50 - Cities and Towns in Wisconsin State
- Wisconsin Cities and Towns, Facts, Map, Flag, Colleges, Government, and More